# شارلوت پرکینز گیلمن
شارلوت پرکینز گیلمن (انگلیسی: Charlotte Perkins Gilman؛ ۳ ژوئیهٔ ۱۸۶۰ – ۱۷ اوت ۱۹۳۵)  انسان‌گرا، رمان‌نویس، جامعه‌شناس، نویسنده، مدرس و مدافع اصلاحات اجتماعی اهل ایالات متحده آمریکا بود. وی برجسته‌ترین نظریه‌پرداز موج اول فمینیسم بود.